# 1900 en arts plastiques
| Années des arts plastiques : 1897 - 1898 - 1899 - 1900 - 1901 - 1902 - 1903    |
| Décennies des arts plastiques : 1870 - 1880 - 1890 - 1900 - 1910 - 1920 - 1930 |

Cette page concerne l'année 1900 en arts plastiques.

## Événements
- Exposition universelle de Paris : Inauguration du Grand Palais et du Petit Palais.
- 15 septembre - 2 novembre : ouverture du Salon de Bruxelles de 1900[1].

## Naissances
- 1er janvier : Robert Cami, dessinateur, graveur et illustrateur français († 12 janvier 1975),
- 5 janvier : Yves Tanguy, peintre franco-américain († 15 janvier 1955),
- 6 janvier : Apollon Kutateladze, peintre géorgien († 25 juin 1972),
- 8 janvier : Serge Poliakoff, peintre français d'origine russe († 12 octobre 1969),
- 9 janvier : Philippe Veyrin, peintre, historien et bascologue français († 2 janvier 1962),
- 12 janvier : Jean Oberlé, peintre et illustrateur français († 2 mars 1961),
- 13 janvier : Onofrio Martinelli, peintre italien († 13 mars 1966),
- 14 janvier : Jenő Barcsay, peintre hongrois († 2 avril 1988),
- 15 janvier :
  - Maurice Albe, peintre, graveur et sculpteur français († 9 janvier 1995),
  - César Domela, peintre et sculpteur néerlandais († 30 décembre 1992),
- 27 janvier : Jean Piaubert, peintre français († 28 janvier 2002),
- 30 janvier : Pierre Mondan, peintre français († 2 juin 1981),
- 17 février : Marcelle Cahen-Bergerol, peintre française († 1989),
- 28 février : Violette Goehring, peintre et sculptrice suisse († 8 janvier 1984),
- 2 mars : Mārtiņš Krūmiņš, peintre letton († 26 janvier 1992),
- 7 mars :
  - Giuseppe Capogrossi, graphiste et peintre italien († 9 octobre 1972),
  - Carel Willink, peintre néerlandais († 19 octobre 1983),
- 12 mars : René Levrel, peintre et lithographe français († 13 août 1981),
- 13 mars : Frank-Will, peintre français († 29 décembre 1950),
- 15 mars : Mário Eloy, peintre portugais († 6 septembre 1951),
- 16 mars : Willy Guggenheim, peintre et graveur suisse († 30 octobre 1977),
- 26 mars : Nicolas Untersteller, peintre français († 18 décembre 1967),
- 4 avril : Louis-André Margantin, peintre français († 19 avril 1965),
- 10 avril : Robert Falcucci, peintre, illustrateur et affichiste français († 13 mai 1989),
- 13 avril : Pierre Molinier, photographe, peintre et poète français († 3 mars 1976),
- 21 avril : Ange Abrate, peintre italien († 10 septembre 1985),
- 29 avril : Luis Fernández, peintre espagnol († 25 octobre 1973),
- 30 avril : Janina Konarska, peintre et sculptrice polonaise († 9 juin 1975),
- 1er mai : Louis Fernez, peintre français (+ 10 novembre 1983),
- 3 mai : René Besset, peintre français († 9 octobre 1980),
- 11 mai : Édouard Bouillière, peintre paysagiste français († 15 mars 1967),
- 12 mai : Jean Apothéloz, musicien, compositeur et peintre suisse († 10 juillet 1965),
- 28 mai : Henri Therme, peintre français († 19 octobre 1973),
- 30 mai : Gabriel Fernández Ledesma, peintre, graveur, sculpteur, graphiste, écrivain et enseignant mexicain († 26 août 1983),
- 3 juin : Vincenc Makovský, sculpteur d'avant-garde et dessinateur industriel austro-hongrois puis tchécoslovaque († 28 décembre 1966),
- 19 juin : Émile Guillaume, peintre français († 14 juillet 1975),
- 26 juin : František Muzika, pédagogue, peintre, scénographe, typographe, illustrateur, artiste graphique et enseignant austro-hongrois puis tchécoslovaque († 1er novembre 1974),
- 29 juin : Richard Oelze, peintre allemand († 26 novembre 1980),
- 8 juillet : Léopold Pascal, peintre et dessinateur français († 30 décembre 1958),
- 11 juillet : Jean Marembert, peintre et illustrateur français († 12 octobre 1968),
- 12 juillet : Robert Rodrigue, peintre et affichiste français († 22 juillet 1982),
- 17 juillet : Roger Charles Halbique, peintre et caricaturiste français († 13 août 1977),
- 20 juillet : Kurt Seligmann, écrivain, peintre et graveur suisse et américain († 2 janvier 1962),
- 21 juillet : Lucien Rousselot, peintre, illustrateur et uniformologue français († 4 mai 1992),
- 23 juillet : Nakamura Teii, peintre japonais nihonga de la période Shōwa († 12 mars 1982),
- 6 août :
  - Philippe Lepatre, peintre et graveur français d'origine roumaine († 14 novembre 1979),
  - Jacques Zwobada, sculpteur, illustrateur et lithographe († 6 septembre 1967),
- 10 août : Rogi André, photographe portraitiste et peintre française d'origine hongroise († 11 avril 1970),
- 14 août : Louis Brauquier, écrivain, poète et peintre français († 7 septembre 1976),
- 16 août : Bernard Bottet, peintre et archéologue français († 1971),
- 19 août : Philippe Lepatre, peintre et graveur français d'origine roumaine († 14 novembre 1979),
- 20 août : Gregorio Sciltian, peintre figuratif russe († 1er avril 1985),
- 19 septembre : Géo Ham, peintre et illustrateur français (+ 24 juin 1972),
- 27 septembre : Jacques Maret, peintre, graveur, illustrateur et poète français (+ 15 novembre 1980),
- 6 octobre :
  - Jean Ève, peintre français († 21 août 1968),
  - André Michel, peintre, graveur, auteur et illustrateur français († 25 mars 1972),
- 13 octobre : Émile Compard, peintre et sculpteur français († 29 juin 1977),
- 14 octobre : Roland Penrose, peintre, photographe et poète anglais († 23 avril 1984),
- 15 octobre :
  - Primo Conti, peintre futuriste italien († 12 novembre 1988),
  - Alexeï Pakhomov, illustrateur et peintre avant-gardiste russe puis soviétique († 14 avril 1973),
- 24 octobre : Philippe Dauchez, peintre français († 25 mars 1984),
- 26 octobre : Zdenek Rykr, peintre, illustrateur, graphiste, journaliste et scénographe austro-hongrois puis tchécoslovaque († 15 janvier 1940),
- 8 novembre : Julien Duriez, peintre et écrivain français († 25 avril 1993),
- 9 novembre : Willem Coetzer, peintre britannique puis sud-africain († 29 septembre 1983),
- 17 novembre : Émile Sabouraud, peintre français († 6 avril 1996),
- 28 novembre : Édith Berger, peintre française († 16 avril 1994),
- 7 décembre : Katerina Bilokour, peintre russe puis soviétique († 10 juin 1961),
- 8 décembre : Jean de La Fontinelle, peintre et illustrateur français († 20 novembre 1974),
- 10 décembre : Rico Lebrun, peintre animalier et sculpteur italien, professeur au Chouinard Art Institute de Los Angeles († 9 mai 1964),
- 16 décembre : Marcel Jean, peintre, graveur, médailleur et historien de l'art français († 4 décembre 1993),
- 17 décembre : Sōfu Teshigahara, peintre et sculpteur japonais († 5 septembre 1979),
- 20 décembre : Tatiana Mavrina, peintre et illustratrice russe puis soviétique († 19 août 1966),
- 21 décembre : Raoul Bergougnan, peintre français († mars 1982),
- 22 décembre : Paul Lunaud, peintre français († 21 novembre 1949),
- 23 décembre : Ignacio Aguirre, peintre et graveur mexicain († 11 juillet 1990),
- ? :
  - Adil Doğançay, militaire et peintre turc († 1990),
  - Stanisław Eleszkiewicz, peintre polonais († 1963),
  - Alexandre Heimovits, peintre franco-polonais († 1944).
  - Trần Quang Trân, peintre, artiste laqueur, dessinateur et illustrateur vietnamien († 1969),
- Vers 1900 :
  - Gazi le Tatar, peintre et poète montmartrois († 31 octobre 1975).

## Décès
- 15 janvier : Heinrich von Rustige, peintre allemand (° 12 avril 1810),
- 26 janvier :
  - Agnes Börjesson, peintre suédoise (° 1er mai 1827),
  - Carl Leopold Sjöberg, compositeur, peintre et médecin suédois (° 28 mai 1861),
- 27 janvier : Édouard Riou, peintre et illustrateur français (° 2 décembre 1833),
- 3 avril : Helen Mabel Trevor, peintre de paysages et de genre d'Irlande du Nord (° 20 décembre 1831),
- 7 avril : Frederic Edwin Church, peintre paysagiste américain (° 4 mai 1826),
- 10 avril : Henri Arondel, peintre français (° 13 juin 1827),
- 19 avril : Alexandre Falguière, sculpteur français (° 1831),
- 1er mai : Mihály Munkácsy, peintre hongrois (° 1844),
- 3 mai : Édouard Lacretelle, peintre français (° 4 juin 1817),
- 5 mai : Ivan Aïvazovski, peintre russe d'origine arménienne (° 29 juillet 1817),
- 10 mai : François Binjé, peintre belge (° 10 octobre 1835),
- 13 juin : Paul Biva, peintre et dessinateur français (° 19 septembre 1851),
- 17 juin : Theodor Christoph Schüz, peintre allemand (° 26 mars 1830),
- 28 juin : Paul-Désiré Trouillebert, peintre français de l’école de Barbizon (° 1829),
- 4 août :
  - Isaac Levitan, peintre paysagiste russe (° 30 août 1860),
  - Ary Renan, peintre symboliste français (° 28 octobre 1857),
- 27 août : Antoine Vollon, peintre français (° 23 avril 1833),
- 24 septembre : Marius Perret, peintre de marines français (° 10 février 1853),
- 27 septembre : Jules Machard, peintre français (° 22 septembre 1839),
- 28 septembre : Amédée Ternante-Lemaire, peintre et photographe français (° 19 juillet 1821),
- 14 octobre : Albrecht De Vriendt, peintre belge (° 8 décembre 1843),
- 18 octobre : Auguste Pichon, peintre néoclassique français (° 6 décembre 1805),
- 9 novembre : Gheorghe Panaiteanu Bardasare, peintre, graveur et dessinateur roumain (° 22 avril 1816),
- 11 novembre : Louis Hector Leroux, peintre d'histoire et portraitiste français (° 27 décembre 1829),
- 19 novembre : Émile Vernet-Lecomte, peintre orientaliste français (° 15 mars 1821),
- 2 décembre : Consalvo Carelli, peintre italien (° 29 mars 1818),
- 4 décembre : Wilhelm Leibl, peintre allemand (° 23 octobre 1844),
- 13 décembre :
  - Gabriele Carelli, peintre italien (° 1821),
  - Auguste-Joseph Herlin, peintre français (° 18 août 1815),
- 29 décembre : Giovanni Battista Castagneto, peintre italo-brésilien (° 27 novembre 1851),
- 30 décembre :  Jules Salles-Wagner, peintre français (° 14 juin 1814),
- ? :
  - Risto Čajkanović, peintre et écrivain serbe (° 1850).